# Ко се не освети, тај се не посвети
Ко се не освети, тај се не посвети, српска је изрека која се као мотивациони поклич за ослобођење Срба од турске власти на Балкану доста користила у Црној Гори, али и другим крајевима.

## Историја
Иако је хришћански идеал праштање, многе балканске Србе је вишевјековна турска окупација и њихова бројна насиља над хришћанима, учинила хајдуцима, ускоцима, бунтовнциима и онима који живе за идеал слободе. У Црној Гори и Албанији се најдуже задржала крвна освета у Европи, која се није ограничавала само на Турке, него је сваки повријеђени појединац, братство или племе, бранило своју част и достојанство, тако да се зло врати починиоцима. Из такве народне свијести је настала ова изрека. Вук Стефановић Караџић у књизи Српске народне пословице ову пословицу наводи као: Ко се не освети, Он се не посвети. У Црној гори. Њемачки пастор Фридрих Гризнедорф је у проповједи одржаној у мају 1945. у селу Евербург код Оснабрика о Србима рекао да су Нијемци знали да код Срба тиња вјеровање, ко се не освети тај се не посвети, али да су се показали као неосветољубиви.
Павле Ровински је записао да се Црногорци држе једног гесла - света освета, као и: Ко се не освети, тај се не посвети - каже Србин. Ровински пише и да се у Црној Гори дио Симбола вјере, који се чита на Литургијама, а на црквенословенском гласи: Свјета от свијета, Бога истина.. (Свјетлост од свјетлости Бога истинитог), од народа схваћао као, Освета је света Божија истина. Јосеф Холечек је у књизи Црна Гора у миру написао да народни програм, освету Турцима, Црногорчад сисају са мајчиним млијеком и идеал је да и они постану извршиоци те освете. Он је био присутан на годишњем испиту у Подгорици и занимало га је из чега све Црногорчад црпе морални наук да је освета света. Наводи четири пословице које је надзорник дао ђацима да их протумаче. Ни једној пословици поента није била освета, али су све четири ученици протумачили у контексту освете. У подгоричкој школи је прегледао свеску Луке Пиштаљића, ђака 4. разреда и у њој је видио надахнуту патриотску пјесму У бој. Свеску је тражио и добио за успомену, а дио пјесме је: ...нека се сјете погани како Србин од непријатеља освету узима: о, лијепа ли је, људи, српска освета! Само освета Србину грије прси... Освета је право име Србина. Уколико је на сину да изврши обавезу освете, мајка га не престаје опомињати и наговарати, док се то не учини. Холечек пише да је у Црној Гори једна жена убила свог мужа, који ју је малтретирао. Старији син се надао да ће им Господар осветити оца, и рекао је да није господарова суда да би је он убио, иако га је родила. Свој став је правдао ријечима: Рашта нас је отац начинио, но да га светимо, кад би га ко убио. Ускоци - Херцеговци, када су им Турци све отели, долазе 1795. године у Црну Гору, одакле су могли својим бившим тиранима по заслугама наплаћивати. Нису имали ништа друго на уму, него како би се, што боље, светили Турцима. Братска крв се прољевала са већом страшћу него у односу на Турке, а Турци (муслимани) су овај зли обичај потпомагали тако што су примали починиоце, а од таквог ускока би очекивали да им донесе одсјечену црногорску главу, ако жели да задобије њихово повјерење. Починилац је називан крвник, а ко се освети осветник. Извршење освете се дешавало и након 20 година. Ако неко занемари да се освети, губио би сав углед. Говорило би се да је рђа и да му је крвник узео образ и јунаштво. Највећи подбадачи мушкараца на извршење освете биле су жене. Осветник је до освете тужан, а када убије крвника, осјећа се као поново рођен и тек тада се сматра правим мајчиним сином.
Због распрострањености крвне освете и у другим крајевима свијета, јасно је да је то одлика примитивнијих друштава и да није код Срба настала само због доласка Турака, али су турска насиља доприносила да се ова традиција продужи. У ослободилачким Балканским ратовима, србијанска и црногорска војска су у српској штампи називане косовским осветницима и слављени су као јунаци. Један од српских осветника, у духу ове изреке, био је и Благоје Јововић, из брђанског племена Бјелопавлићи, који је у атентату на Анту Павелића ранио усташког поглавника, а вјерује се да је од посљедица тог атетата Павелић касније и умро. Постоји сличност ријечи светост и освета, а светост која се веже за праведну освету је у жртвовању, које се даје за више идеале, правду, достојанство и слободу. Милош Обилић, иако није канонизован као светац, у свијести српског народа има статус светог човјека, јер је убио султана, који нам је наносио зло. Фреска са ликом Милоша Обилића као светог ратника с ореолом, се налази у припрати Хиландара. Његов лик и дјело је у Црној Гори толико био цијењен да је држава установила и Обилића медаљу, а изграђени војни полигон (касарна) на Цетињу, на мјесту велике ливада (пољане) иза Влашке цркве је назван Обилића пољана, како је назван и каснији стадион на том простору (који се у данашње вријеме преименује у Свети Петар Цетињски). Идит Дарам је почетком 20. вијека у Колашину чула мајку која свом дјетету које плаче, каже: Буди храбар момак, као Милош Обилић. Гаврило Принцип, који је убио представника окупаторске власти (Франц Фердинанд) која је тлачила Србе у Босни и Херцеговини се у народној свијести слави као неко ко се посветио, јер се осветио.